# Cave di Pila
Le cave di Pila sono delle cave di calcari ammonitici rossi, calcari grigi e bianchi situate presso Villamontagna, nel comune di Trento.

## Geologia

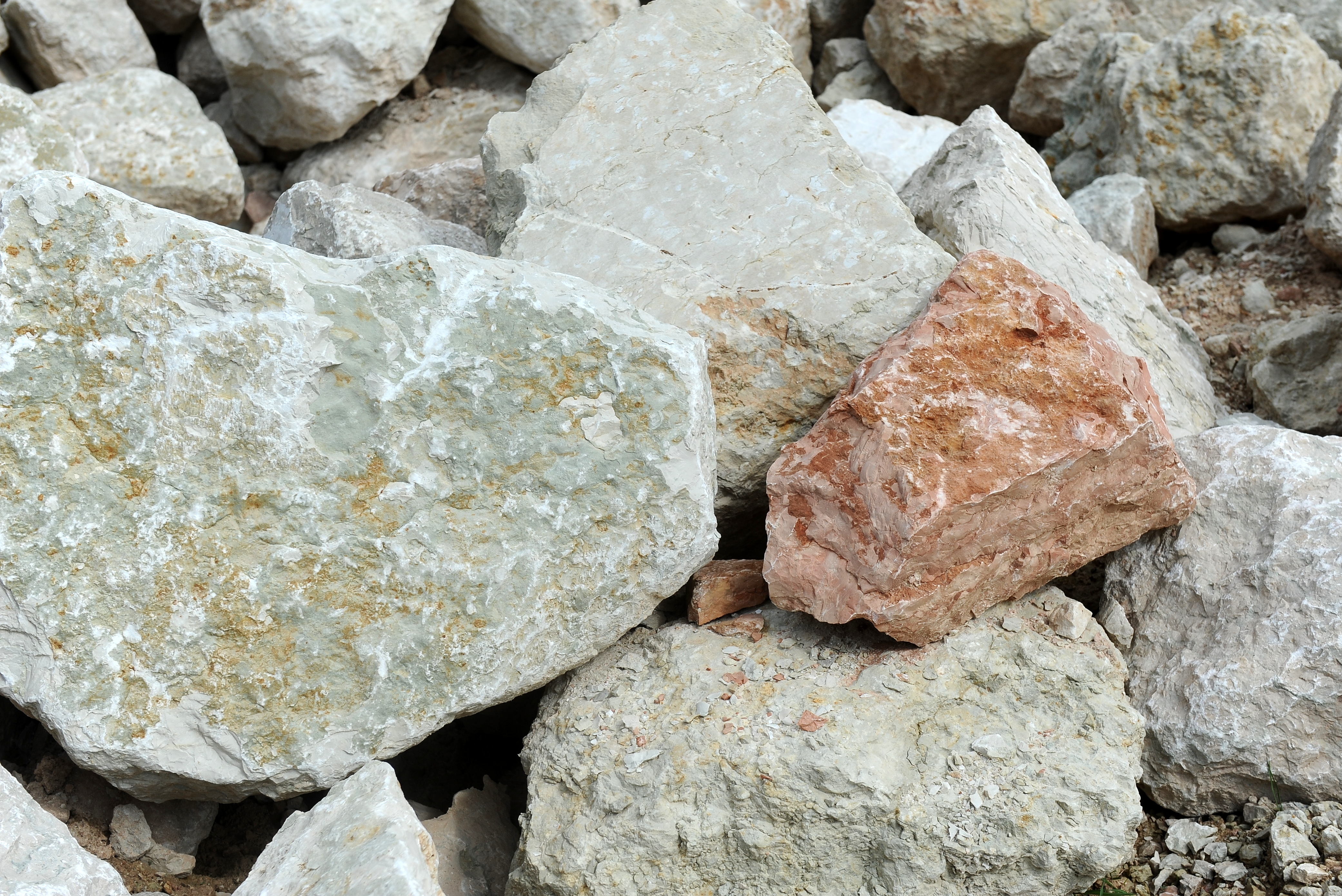
Pietre estratte

Dalla cave di Pila vengono estratti sedimenti del Cretaceo superiore (scaglia rossa) e inferiore (biancone).
I nomi usati dai cavatori trentini sono: Rosso Moro (rosso marrone, parte superiore), Ziresol (bianco rosato, parte intermedia) e Verdello (calcare glauconitico di colore bianco verdolino, parte inferiore). Tale nomenclatura permette di differenziarsi dal Rosso ammonitico veronese, pietra della stessa formazione geologica. Gli strati calcarei di tali rocce sono composti da carbonato di calcio (CaCO3).

## Storia

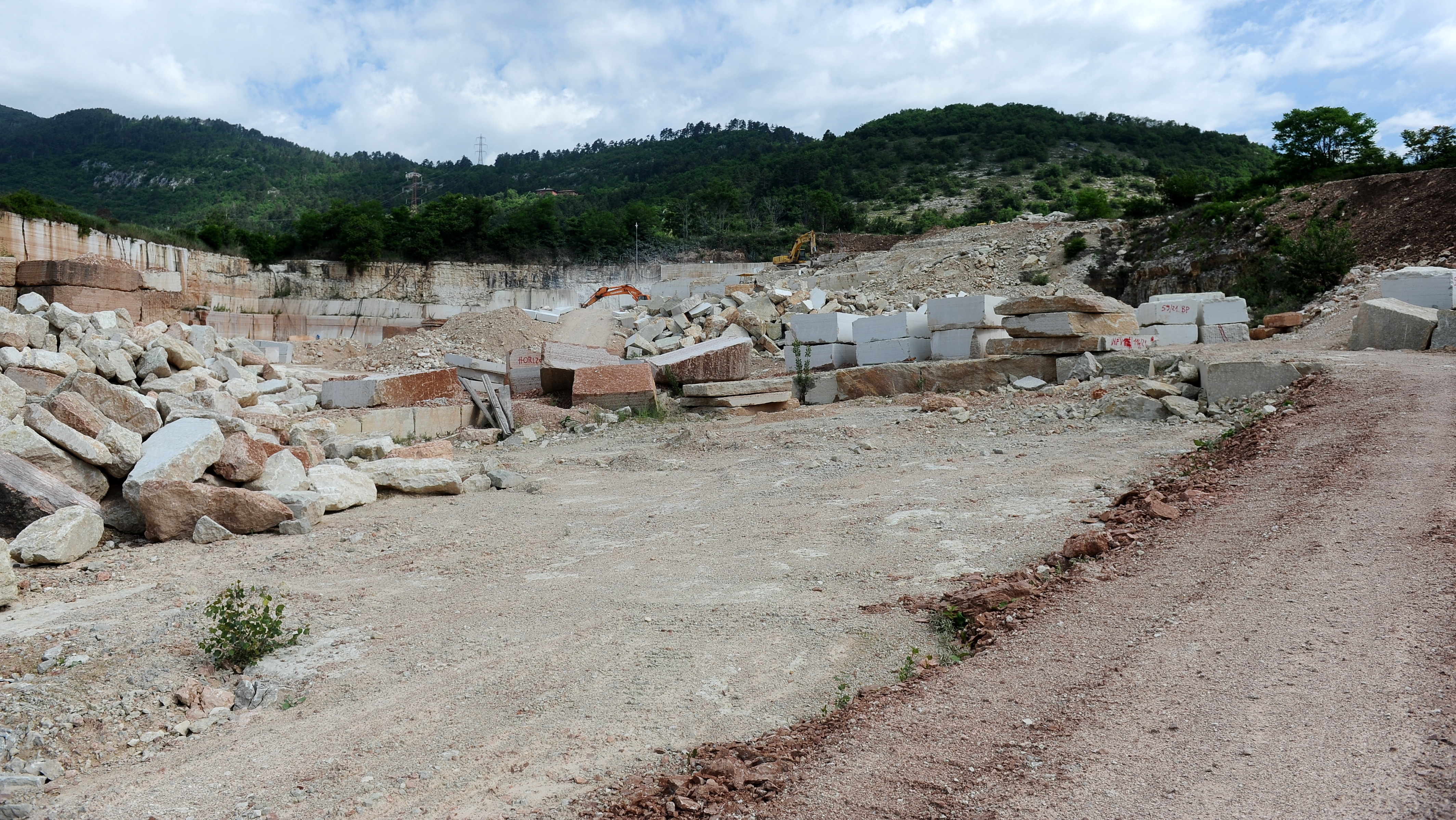
Cava attiva

L'estrazione della pietra a Trento è attestata a partire dall'epoca romana. Le predare si intensificarono nel Medioevo e in seguito grazie al rinnovamento urbano promosso dal principe vescovo di Trento Bernardo Clesio.
La cava che ancora emerge a Pila fu aperta nel 1830 da Paolo Redi e gestita per tre generazioni dalla stessa famiglia. All'inizio del XX secolo l'estrazione di verdello, rosato e bianco di Pila erano molto richiesti. In questo periodo, con tale materiale, sono stati edificati e adornati le chiese di Cristo Re e San Giuseppe, il palazzo del Dipartimento di Sociologia e Ricerca Sociale, il palazzo della Società Filarmonica e le colonne del Mausoleo di Cesare Battisti.
Durante la gestione di Claudio Redi furono realizzati il Monumento ad Alcide De Gasperi, il rifacimento della Fontana del Nettuno e del Monumento a Dante.
Negli anni 1990 fu ripavimentato il centro storico di Trento con le tre pietre di Pila. Tale lavoro vinse il "Primo Premio europeo per l'arredamento urbano", vinto a Carrara nel 1995.
La vecchia cava, attiva fino al secondo dopoguerra, è stata negli anni abbandonata, in parte riempita di terra e adibita a vigneti, in parte resa parco pubblico grazie agli interventi dell’Ecomuseo Argentario.

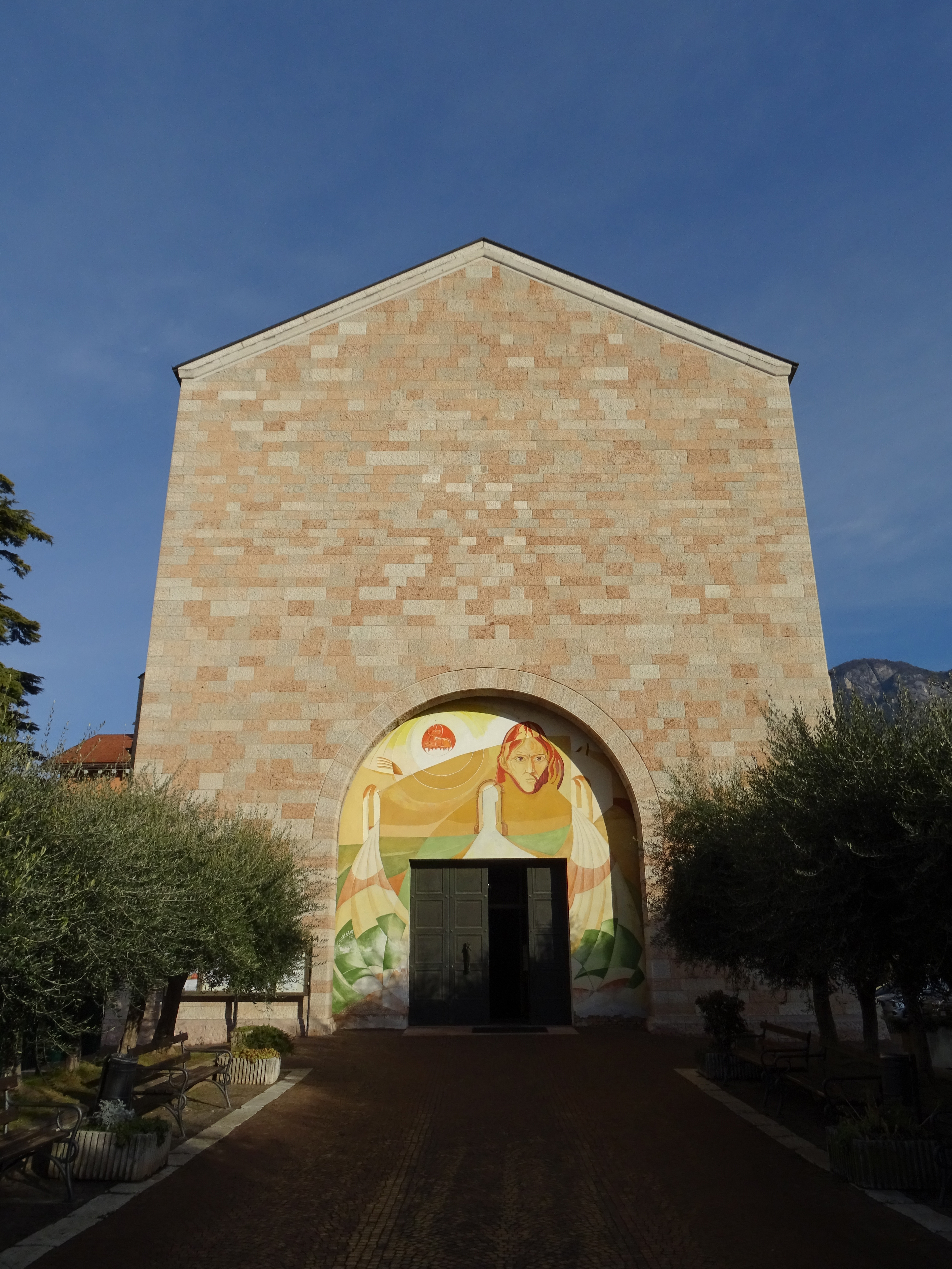
Chiesa di Cristo Re
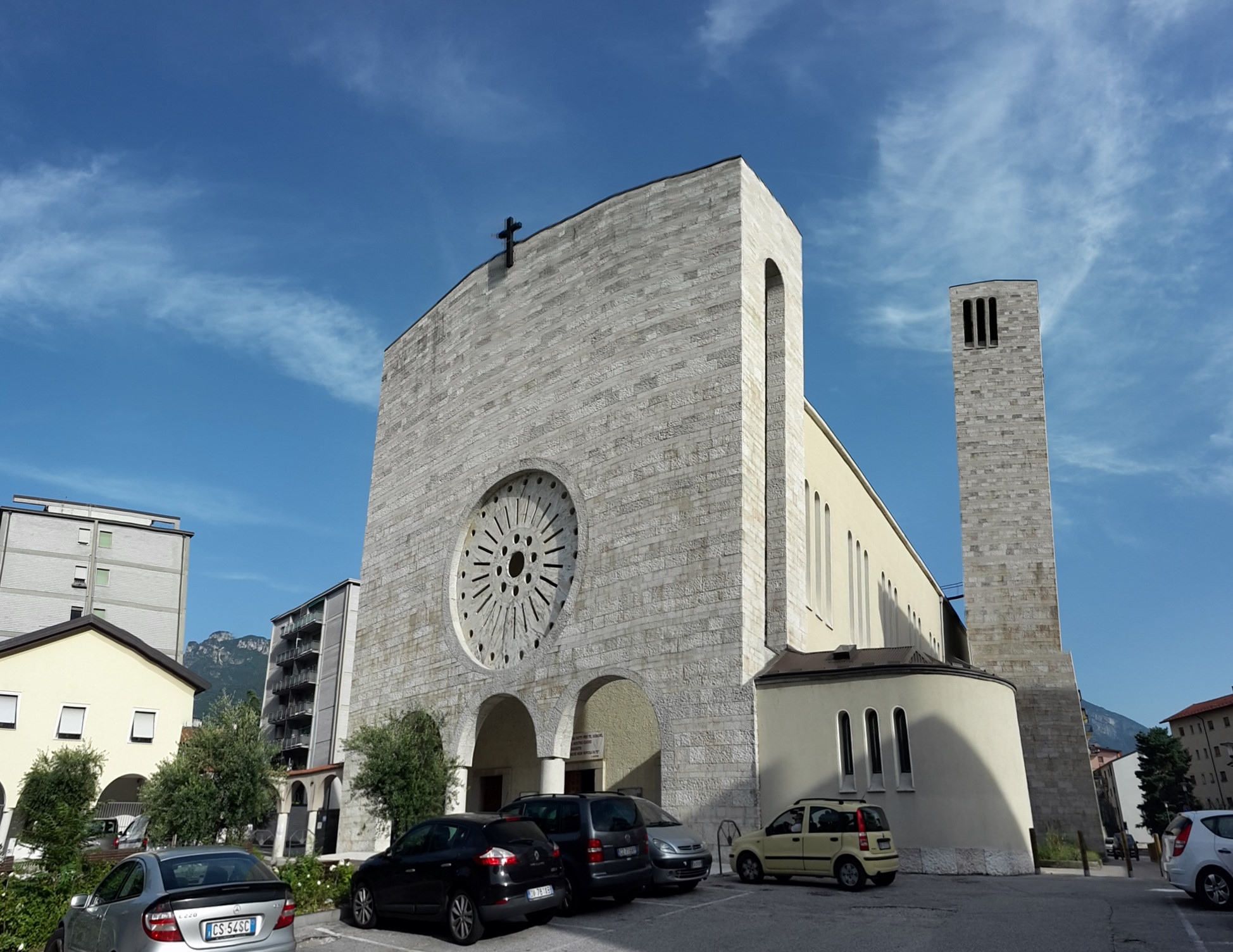
Chiesa di San Giuseppe
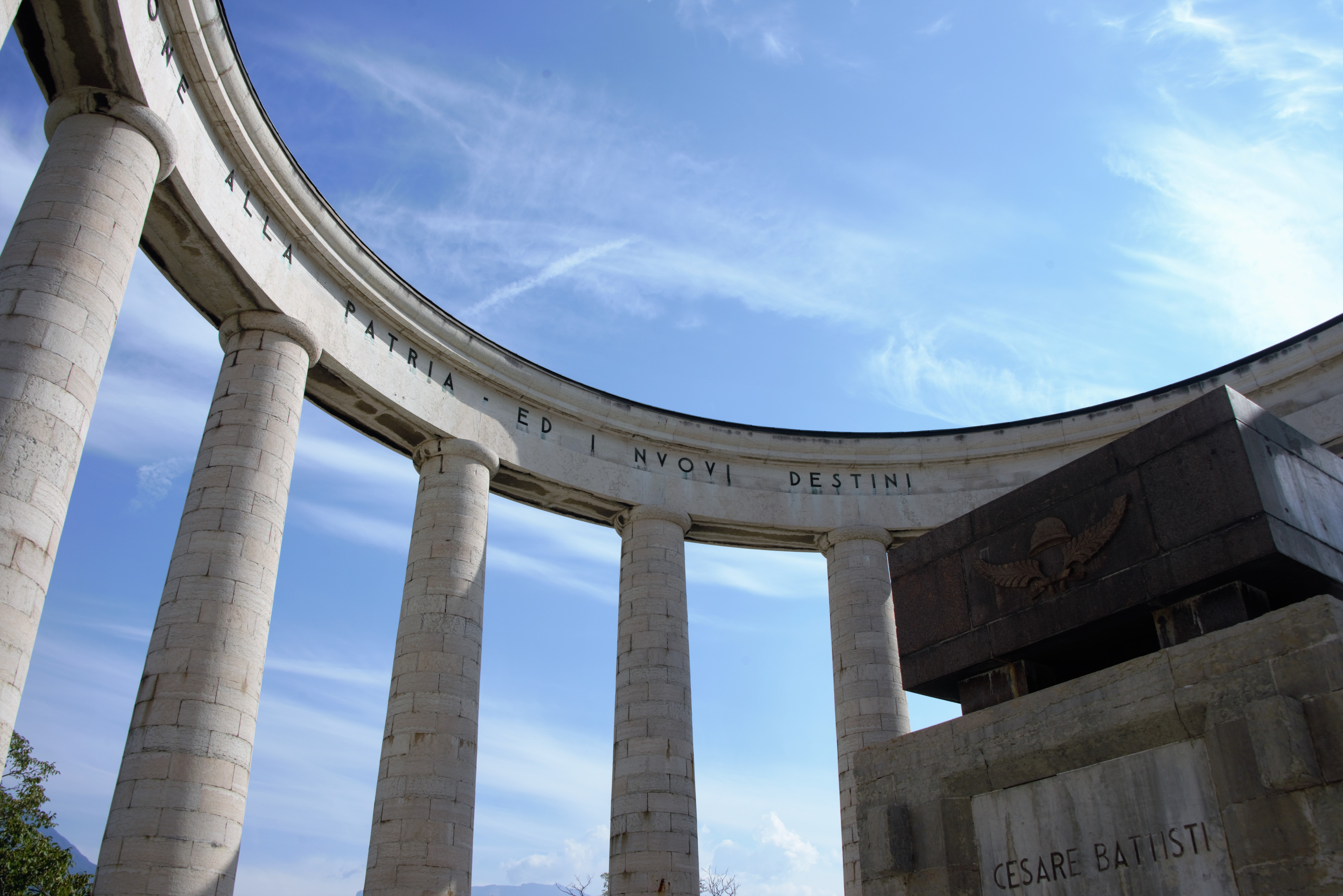
Mausoleo di Cesare Battisti